# Simon Lorenz
Simon Lorenz (Buchen, 28 maart 1999) is een Duitse voetballer die doorgaans als centrale verdediger speelt. Hij maakte in 2017 namens TSG 1899 Hoffenheim in de Europa League zijn debuut in het betaalde voetbal. In juli 2023 maakte hij de overstap van Holstein Kiel naar FC Ingolstadt.

## Clubloopbaan

### Jeugd
Lorenz begon met voetballen bij TSV Sulzbach en hij verhuisde naar SV Schefflenz omdat men geen ploeg voor de D-junioren kon inschrijven. In 2009 kwam hij in de jeugdacademie van TSG 1899 Hoffenheim terecht. Hij doorliep alle elftallen in de onderbouw om op 10 augustus 2013 zijn eerste wedstrijd in de onder 17 te spelen. Een thuiswedstrijd in de B-junioren Bundesliga Süd/Südwest tegen de leeftijdsgenoten van VfB Stuttgart. Trainer Jens Rasiejewski liet hem als verdedigende middenvelder in de basis starten. Ruim een jaar later maakte hij onder trainer Julian Nagelsmann zijn debuut in de onder 19 tijdens een wedstrijd in de A-junioren Bundesliga Süd/Südwest tegen 1. FC Kaiserslautern. Nagelsmann liet hem in de met 4-1 gewonnen thuiswedstrijd in het basiselftal starten. Lorenz werd met Hoffenheim regionaal kampioen maar moest in de landelijk strijd zowel de halve finale als de finale aan zich voorbij laten gaan wegens een blessure. In zijn tweede seizoen (2015/16) werd hij aanvoerder van het team en bereikte Lorenz wederom met Hoffenheim de finale om het landskampioenschap. De leeftijdsgenoten van Borussia Dortmund waren uiteindelijk met 3-5 te sterk. Aan het einde van het seizoen maakte hij de overstap naar de senioren. Tijdens zijn periode bij de junioren speelde hij samen met onder andere Benedikt Gimber, Dennis Geiger, Philipp Ochs en Gregor Kobel.

### TSG 1899 Hoffenheim
Op 5 augustus 2016 maakte Lorenz zijn eerste minuten bij de senioren. Hij speelde met het tweede in de Regionalliga Südwest tegen VfB Stuttgart II. In de met 4-1 gewonnen openingswedstrijd van de competitie begon hij in de basis en maakte hij in de 22e minuut met een kopbal de 1-0. In zijn eerste seizoen (2016/17) bij de senioren was hij direct een vaste waarde in het team van trainer Marco Wildersinn. Hij kwam tot 35 basisplaatsen. In het daaropvolgende seizoen (2017/18) maakte Wildersinn hem aanvoerder van het tweede elftal. In dit seizoen maakte hij op 7 december 2017 onder Nagelsmann zijn debuut in het eerste elftal tijdens een poulewedstrijd in de Europa League. In de met 1-1 gelijkgespeelde thuiswedstrijd tegen Ludogorets vormde hij samen met Justin Hoogma en Ermin Bičakčić het verdedigingsblok. Om voor eigen kansen te gaan maakte hij in de winterstop de overstap naar het in de 2. Bundesliga spelende VfL Bochum.

### VfL Bochum
Lorenz speelde tweeënhalve seizoen bij VfL Bochum waarvan hij één seizoen verhuurd werd. In januari 2018 tekende hij een tweejarig contract tot 2020. In het seizoen 2017/18 kwam hij na de winterstop bij het team waarbij het hem niet lukte om onder zijn voormalige jeugdtrainer Rasiejewski een basisplaats te veroveren. Hij besloot om zich voor het seizoen 2018/19 te laten verhuren aan 1860 München. Na zijn terugkomst was er met Robin Dutt een nieuwe trainer gekomen die vertrouwen in hem had en die hem tijdens de openingswedstrijd van de competitie tegen Jahn Regensburg zijn debuut voor Bochum liet maken. Dutt liet hem in de basis beginnen. Hij bleef basisspeler tot het moment dat Dutt vanwege een slechte start van de competitie werd vervangen door Thomas Reis. Dit ging onder andere ten koste van Lorenz. De rest van het seizoen kwam hij nauwelijks nog in het stuk voor en zat hij grotendeels op de reservebank. Zijn contract werd niet verlengd waarop hij besloot om zijn carrière voor te zetten bij het eveneens in de 2. Bundesliga spelende Holstein Kiel.

#### Verhuur aan 1860 München
Lorenz werd voor één seizoen verhuurd aan de Zuid-Duitse club. Hij maakte op 28 juli 2018 zijn debuut tijdens de uitwedstrijd tegen 1. FC Kaiserslautern. In het Fritz-Walter-Stadion bracht hoofdcoach Daniel Bierofka hem in de rust in de ploeg voor de geblesseerd geraakte Jan Mauersberger. Een week later tijdens de thuiswedstrijd tegen Sportfreunde Lotte maakte hij zijn eerste doelpunt voor 1860. In het met 5-1 gewonnen duel maakte hij na een voorzet van Phillipp Steinhart in de 13e minuut het openingsdoelpunt. Hij kwam in de competitie tot 37 wedstrijden waarvan hij er 36 bij het eerste fluitsignaal aan de aftrap stond. Vanwege een blessure mistte hij alleen de laatste wedstrijd van het seizoen tegen Carl Zeiss Jena. Na 40 wedstrijden keerde hij weer terug naar VfL Bochum.

### Holstein Kiel
Lorenz speelde drie seizoenen bij Holstein Kiel waar hij op 23 juni 2020 een driejarig contract tekende. In zijn eerste seizoen (2020/21) had hij moeite om een plaats in het centrum van de verdediging te veroveren. Trainer Ole Werner hield in de competitie vast aan het trio Hauke Wahl, Marco Komenda en Stefan Thesker. Hij maakte op 13 september in de eerste ronde van de DFB-Pokal zijn debuut voor Kiel tijdens de uitwedstrijd tegen 1.FC Rielasingen-Arlen. Werner liet hem in het met 1-7 gewonnen duel in de basis starten. Op 24 januari maakte hij pas zijn eerste speelminuten in de 2. Bundesliga tijdens de met 0-2 gewonnen uitwedstrijd tegen SV Darmstadt 98. Hij kwam in blessure tijd in de ploeg voor Alexander Mühling. Kort daarop keerden zijn kansen toen hij op 30 januari tijdens de thuiswedstrijd tegen Eintracht Braunschweig na 35 minuten in het veld kwam voor de geblesseerd geraakte Komenda. Hij pakte de mogelijkheid met twee handen aan en hij verdween de rest van het seizoen niet meer uit het elftal. Op 13 mei scoorde hij zijn eerste doelpunt in het shirt van Die Störche tijdens de met 3-2 gewonnen thuiswedstrijd tegen Jahn Regensburg. In de 79e minuut bracht hij na een voorzet van Lee Jae-sung met een kopbal de 2-2 op het scorebord.. Lorenz eindigde met Kiel op de derde plaats waarna er promotiewedstrijden volgenden tegen 1. FC Köln. In de heenwedstrijd in Keulen was hij de matchwinnaar toen hij in de 59e minuut als invaller het enige doelpunt van de wedstrijd scoorde. In de wedstrijd in Kiel begon hij in de basis maar keek men in de rust tegen een 1-4 achterstand aan. Lorenz kwam de tweede helft niet meer terug op het veld. Uiteindelijk werd met 1-5 verloren waardoor Kiel in de 2. Bundesliga bleef.
In zijn tweede seizoen (2021/22) bleef hij ook onder de nieuwe trainer Marcel Rapp van vaste waarde in het team. Rondom de winterstop ontbrak hij een aantal wedstrijden wegens blessures. Hij kwam tot 23 basisplaatsen en eindigde met Kiel op de negende plaats. Deze lijn trok hij door in zijn derde en laatste seizoen (2022/23) bij de Noord-Duitse club toen hij tot 21 basisplaatsen kwam. In zijn slotseizoen bij Kiel eindige hij op de achtste plaats. Hij kwam niet tot overeenstemming over een nieuw contract waarop hij zijn weg vervolgde bij het in de 3. Liga spelende FC Ingolstadt.

### FC Ingolstadt
In de zomer van 2023 kwam Lorenz transfervrij over en tekende hij een contract tot 2026. Met 34 basisplaatsen was hij in zijn eerste seizoen (2023/24) een vaste waarde in het team van Ingolstadt. Op 6 augustus 2023 maakte hij tijdens de uitwedstrijd tegen Erzgebirge Aue zijn debuut voor Ingolstadt. Hoofdcoach Michael Köllner liet hem in de basis starten in het met 1-0 verloren duel. Op 21 oktober maakte hij zijn eerste doelpunt in het shirt van Ingolstadt tijdens de met 3-0 gewonnen thuiswedstrijd tegen Unterhaching. Hij maakte in de 85e minuut na een voorzet van David Kopacz het tweede doelpunt. Wegens afwezigheid van eerste aanvoerder Lukas Fröde droeg hij vier keer de aanvoerdersband. Vier wedstrijden voor het eind maakte hij een primeur mee nadat Köllner wegens tegenvallende resultaten werd ontslagen en hij met Sabrina Wittmann de eerste vrouwelijke hoofdcoach in het Duitse betaalde voetbal kreeg. Lorenz won dit seizoen met Ingolstadt de Landespokal Bayern door in de finale met 1-2 te winnen van Würzburger Kickers. In zijn tweede seizoen (2024/25) bleef hij onomstreden en mistte hij tot de winterstop een wedstrijd wegens ziekte. Alle overige duels liet trainer Wittmann hem in de basis starten. 

## Clubstatistieken
| Seizoen                         | Club                   | Competitie           | Competitie | Competitie | Beker | Beker | Internationaal | Internationaal | Overig | Overig | Totaal | Totaal |
| Seizoen                         | Club                   | Competitie           | Wed.       | Dlp.       | Wed.  | Dlp.  | Wed.           | Dlp.           | Wed.   | Dlp.   | Wed.   | Dlp.   |
| ------------------------------- | ---------------------- | -------------------- | ---------- | ---------- | ----- | ----- | -------------- | -------------- | ------ | ------ | ------ | ------ |
| 2016/17                         | TSG 1899 Hoffenheim II | Regionalliga Südwest | 35         | 4          | 0     | 0     | 0              | 0              | 0      | 0      | 35     | 4      |
| 2017/18                         | TSG 1899 Hoffenheim II | Regionalliga Südwest | 17         | 3          | 0     | 0     | 0              | 0              | 1      | 0      | 18     | 3      |
| 2018/19                         | → 1860 München         | 3. Liga              | 37         | 3          | 1     | 0     | 0              | 0              | 2      | 1      | 40     | 4      |
| 2019/20                         | VfL Bochum             | 2. Bundesliga        | 16         | 1          | 1     | 0     | 0              | 0              | 0      | 0      | 17     | 1      |
| 2020/21                         | Holstein Kiel          | 2. Bundesliga        | 17         | 1          | 4     | 0     | 0              | 0              | 2      | 0      | 23     | 1      |
| 2021/22                         | Holstein Kiel          | 2. Bundesliga        | 26         | 1          | 2     | 0     | 0              | 0              | 0      | 0      | 28     | 1      |
| 2022/23                         | Holstein Kiel          | 2. Bundesliga        | 25         | 1          | 0     | 0     | 6              | 0              | 0      | 0      | 25     | 1      |
| 2023/24                         | FC Ingolstadt          | 3. Liga              | 36         | 1          | 0     | 0     | 0              | 0              | 4      | 0      | 40     | 1      |
| 2024/25                         | FC Ingolstadt          | 3. Liga              | 22         | 3          | 1     | 0     | 0              | 0              | 0      | 0      | 23     | 3      |
| Carrière totaal                 | Carrière totaal        | Carrière totaal      | 231        | 18         | 9     | 0     | 0              | 0              | 9      | 1      | 249    | 19     |
| Bijgewerkt tot 14 februari 2025 |                        |                      |            |            |       |       |                |                |        |        |        |        |

- In het seizoen 2017/18 speelde Lorenz in een wedstrijd in de Europaleague mee als speler van het tweede elftal;
- Hij speelde in het seizoen 2018/19 met 1860 München twee wedstrijden in de Bayernpokal;
- Met Holstein Kiel in het seizoen 2020/21 speelde hij twee promotie/degradatie wedstrijden tegen 1 FC Köln;
- Hij won met FC Ingolstadt in het seizoen 2023/24 de Bayernpokal en speelde daarin 4 wedstrijden mee.

## Persoonlijk
Lorenz is geboren en getogen in Buchen waar zijn vader melkveehouder is. Hij zat op de kleuterschool met Benedikt Gimber die eveneens profvoetballer is geworden.

## Erelijst
| Winnaar Landespokal Bayern | 1x | 2023/24 |